# إيفا أموري مارتينو
إيفا أموري مارتينو (بالإنجليزية: Eva Amurri Martino) مواليد 15 مارس 1985 في نيويورك، نيويورك، الولايات المتحدة، هي ممثلة أمريكية بدأت مسيرتها الفنية عام 1992.

## الأعمال

### أفلام
- هذا هو ابني (الدور: مورين)

## روابط خارجية
- إيفا أموري مارتينو على موقع IMDb (الإنجليزية)
- إيفا أموري مارتينو على موقع روتن توميتوز (الإنجليزية)
- إيفا أموري مارتينو على موقع ألو سيني (الفرنسية)
- إيفا أموري مارتينو على موقع ألو سيني (الفرنسية)
- إيفا أموري مارتينو على موقع تيرنر كلاسيك موفيز (الإنجليزية)
- إيفا أموري مارتينو على موقع أول موفي (الإنجليزية)
- إيفا أموري مارتينو على موقع قاعدة بيانات الأفلام السويدية (السويدية)
- إيفا أموري مارتينو على موقع إن إن دي بي (الإنجليزية)
- إيفا أموري مارتينو على موقع قاعدة بيانات الفيلم (الإنجليزية)
- إيفا أموري مارتينو على موقع كينوبويسك (الروسية)